# Charles Bintim
Charles Bintim (* 22. August 1964 in Saboba, Northern Region) ist ein ghanaischer Politiker. In der Regierung von John Agyekum Kufuor war er zwischen 2005 und Juli 2007 Minister für lokale Verwaltung, ländliche Entwicklung und Umweltschutz. Am 1. August 2007 wurde er Staatsminister im Büro des Präsidenten zusammen mit seinem Amtskollegen Yaw Barimah.
Bintim besuchte zwischen Oktober 1985 und 1987 das Bimbilla und Dambai College zur Ausbildung für Lehrer. Im Dezember 1994 machte Bintim sein GCE-O-Zertifikat. An der Universität von Ghana schrieb er sich im September 1997 ein und machte im Juni 1999 sein Diplom in Bildung für Erwachsene.
Bintim arbeitete zunächst als Lehrer in der Kuntuli römisch-katholischen Grundschule und später, zwischen 1988 und Dezember 1991, an der Wapuli Local Council Grundschule. In der Zeit zwischen 1990 und 1993 war er Sekretär der nationalen Vereinigung der Lehrer in Ghana. Zwischen 1992 und 1996 war er Bezirkskoordinator des GNAT-Studienzirkels im Saboba-Chereponi Distrikt in der Northern Region. Im gleichen Bezirk wurde er 2001 zum Bezirksrat (District Chief Executiv).
Im Mai 2003 wurde Bintim stellvertretender Regionalminister für die Northern Region. Bei den Parlamentswahlen im Jahr 2004 gewann er den Wahlkreis Saboba und zog in das ghanaische Parlament als Mitglied der New Patriotic Party (NPP) ein.
Bintim ist verheiratet und hat drei Kinder.